# فيلهلم دوربفيلد
فيلهلم دوربفيلد (25 أبريل 1940 26 ديسمبر 1853) المهندس المعماري الألماني وعالم الآثار، وهو رائد علم وصف طبقات الأرض. يشتهر بعمله في مواقع العصر البرونزي حول البحر المتوسط، مثل تيرنز وHisarlik (موقع مدينة طروادة الأسطورية)، حيث واصل حفريات هاينريش شليمان. ومثل شليمان، كان دورفيلد مدافعًا عن الواقع التاريخي للأماكن المذكورة في أعمال هومر. في حين أن تفاصيل ادعاءاته بشأن المواقع المذكورة في كتابات هوميروس لا تعتبر دقيقة من قبل علماء الآثار في وقت لاحق، فكرته الأساسية التي تتوافق مع أماكن حقيقية مقبولة. وهكذا، ساهم عمله بشكل كبير ليس فقط في التقنيات العلمية ودراسة هذه المواقع المهمة تاريخياً، ولكن أيضًا في الاهتمام العام المتجدد بثقافة وأساطير اليونان القديمة.

## روابط خارجية
- فيلهلم دوربفيلد على موقع الموسوعة البريطانية (الإنجليزية)